# 영국 2007년 낙후 지수
영국 2007년 낙후 지수(영어: The English Indices of deprivation 2007, ID 2007)는 2007년 6월 12일 영국 지역사회 지방정부부(DCLG)에서 개발하여 발표한 소지역 단위 낙후 지수다.
이것은 영국 2004년 낙후 지수 개정판으로, 지수간 자료가 거의 비슷해서 한 지역의 상대적인 낙후 지수를 비교해 볼 수 있다.
ID 2007로 알려져 있지만 실제는 2005년 자료로 구성되어 있으며, 이것은 ID 2004가 2001년 자료로 되어있는 것과 같다.
ID 2004와 같이 비용 편익 분석 결과표를 통해 직접 낙후도를 측정하고, 낙후도를 도상에 포함하는 방법이 특징이다.
ID 2007은 개별 측정, 분석이 가능하게 낙후도를 명확하게 구분할 수 있도록 되어 있다.
이것은 전체가 한 단위로 결합되는데, 이 지표는 지역지표라 부르는 7가지의 낙후 단위로 구성되어있다.
- 수입
- 취업
- 건강과 장애
- 교육, 기술과 훈련
- 주택과 생활 장애
- 주변 환경
- 범죄

더 자세한 내용은 ID 2004에서 찾아 볼 수 있다.

## 조사단위
ID 2007은 ID 2004와 같은 LSOAs(Lower layer Super Output Area) 단위로 조사했는데, 낙후도가 집중되는 장단점을 갖고 있다.
ID 2007은 Super Output Areas 단위 뿐 아니라 지역 단위, 카운티 단위와 Primary Care Trust (PCT) 단위로도 요약 조사했다.